# Tantonville
Ne doit pas être confondu avec Tanconville.
Tantonville est une commune française située dans le département de Meurthe-et-Moselle, en région Grand Est.

## Géographie
| Vézelise               | Omelmont    | Gerbécourt-et-Haplemont |
| Quevilloncourt         | Tantonville | Affracourt              |
| Forcelles-Saint-Gorgon | Praye       | Xirocourt               |

### Hydrographie
La commune est dans le bassin versant du Rhin au sein du bassin Rhin-Meuse. Elle est drainée par le ruisseau de Joyeux et le ruisseau des Rouaux,.

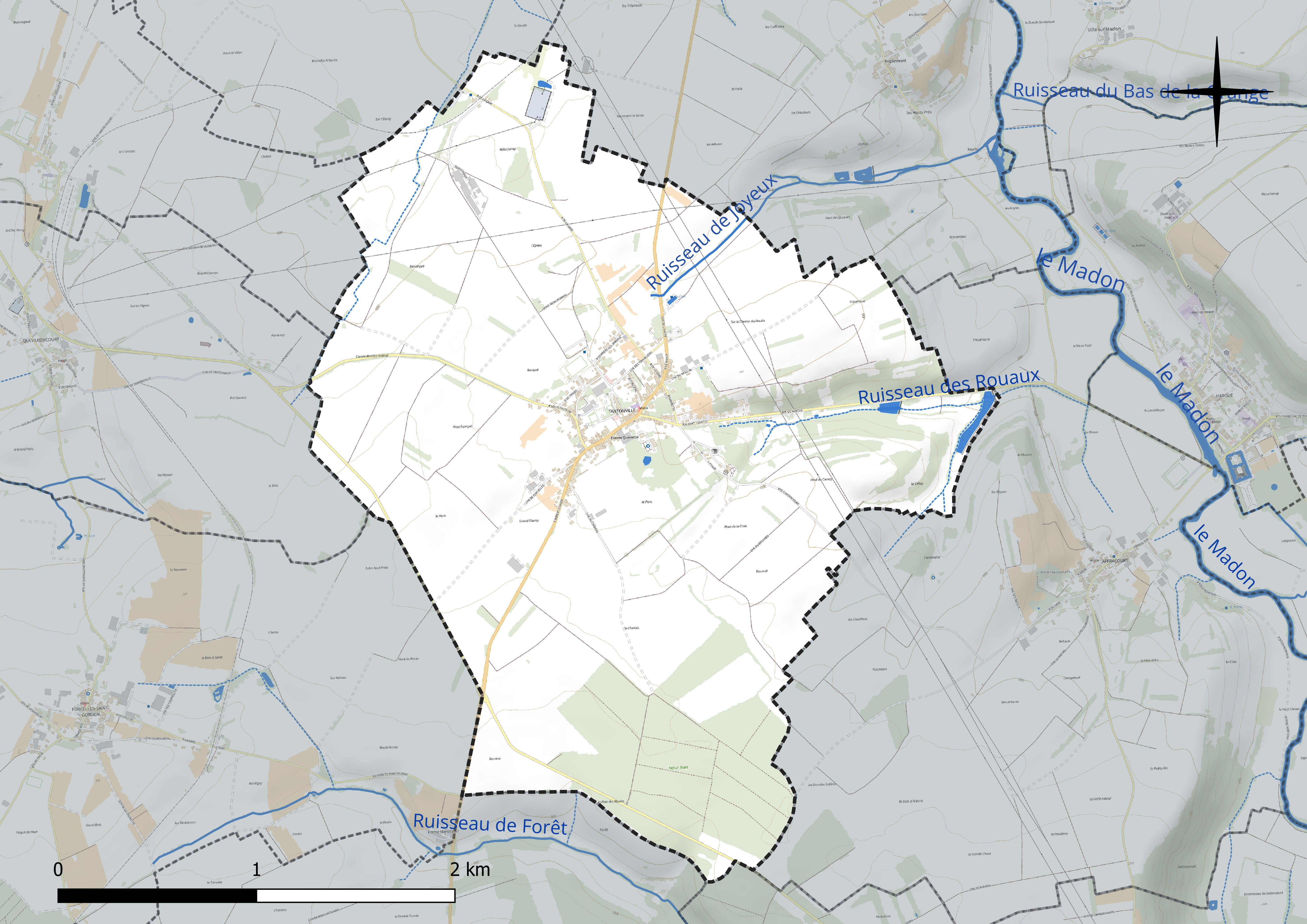
Réseau hydrographique de Tantonville.

### Climat
Pour des articles plus généraux, voir Climat du Grand Est et Climat de Meurthe-et-Moselle.
En 2010, le climat de la commune est de type climat des marges montargnardes, selon une étude du Centre national de la recherche scientifique s'appuyant sur une série de données couvrant la période 1971-2000. En 2020, Météo-France publie une typologie des climats de la France métropolitaine dans laquelle la commune est exposée à un climat semi-continental et est dans la région climatique  Lorraine, plateau de Langres, Morvan, caractérisée par un hiver rude (1,5 °C), des vents modérés et des brouillards fréquents en automne et hiver. 
Pour la période 1971-2000, la température annuelle moyenne est de 9,5 °C, avec une amplitude thermique annuelle de 17 °C. Le cumul annuel moyen de précipitations est de 874 mm, avec 12,4 jours de précipitations en janvier et 9,6 jours en juillet. Pour la période 1991-2020, la température moyenne annuelle observée sur la station météorologique de Météo-France la plus proche, « Nancy-Ochey », sur la commune d'Ochey à 19 km à vol d'oiseau, est de 10,5 °C et le cumul annuel moyen de précipitations est de 810,4 mm. 
La température maximale relevée sur cette station est de 39,6 °C, atteinte le 25 juillet 2019 ; la température minimale est de −19,1 °C, atteinte le 12 janvier 1987,,. 
Les paramètres climatiques de la commune ont été estimés pour le milieu du siècle (2041-2070) selon différents scénarios d'émission de gaz à effet de serre à partir des nouvelles projections climatiques de référence DRIAS-2020. Ils sont consultables sur un site dédié publié par Météo-France en novembre 2022.

## Urbanisme

### Typologie
Au 1er janvier 2024, Tantonville est catégorisée bourg rural, selon la nouvelle grille communale de densité à sept niveaux définie par l'Insee en 2022.
Elle est située hors unité urbaine. Par ailleurs la commune fait partie de l'aire d'attraction de Nancy, dont elle est une commune de la couronne,. Cette aire, qui regroupe 353 communes, est catégorisée dans les aires de 200 000 à moins de 700 000 habitants,.

### Occupation des sols
L'occupation des sols de la commune, telle qu'elle ressort de la base de données européenne d’occupation biophysique des sols Corine Land Cover (CLC), est marquée par l'importance des territoires agricoles (84,3 % en 2018), une proportion sensiblement équivalente à celle de 1990 (84,8 %). La répartition détaillée en 2018 est la suivante : terres arables (56,9 %), prairies (20,7 %), forêts (9,7 %), zones agricoles hétérogènes (6,7 %), zones urbanisées (6 %). L'évolution de l’occupation des sols de la commune et de ses infrastructures peut être observée sur les différentes représentations cartographiques du territoire : la carte de Cassini (XVIIIe siècle), la carte d'état-major (1820-1866) et les cartes ou photos aériennes de l'IGN pour la période actuelle (1950 à aujourd'hui).

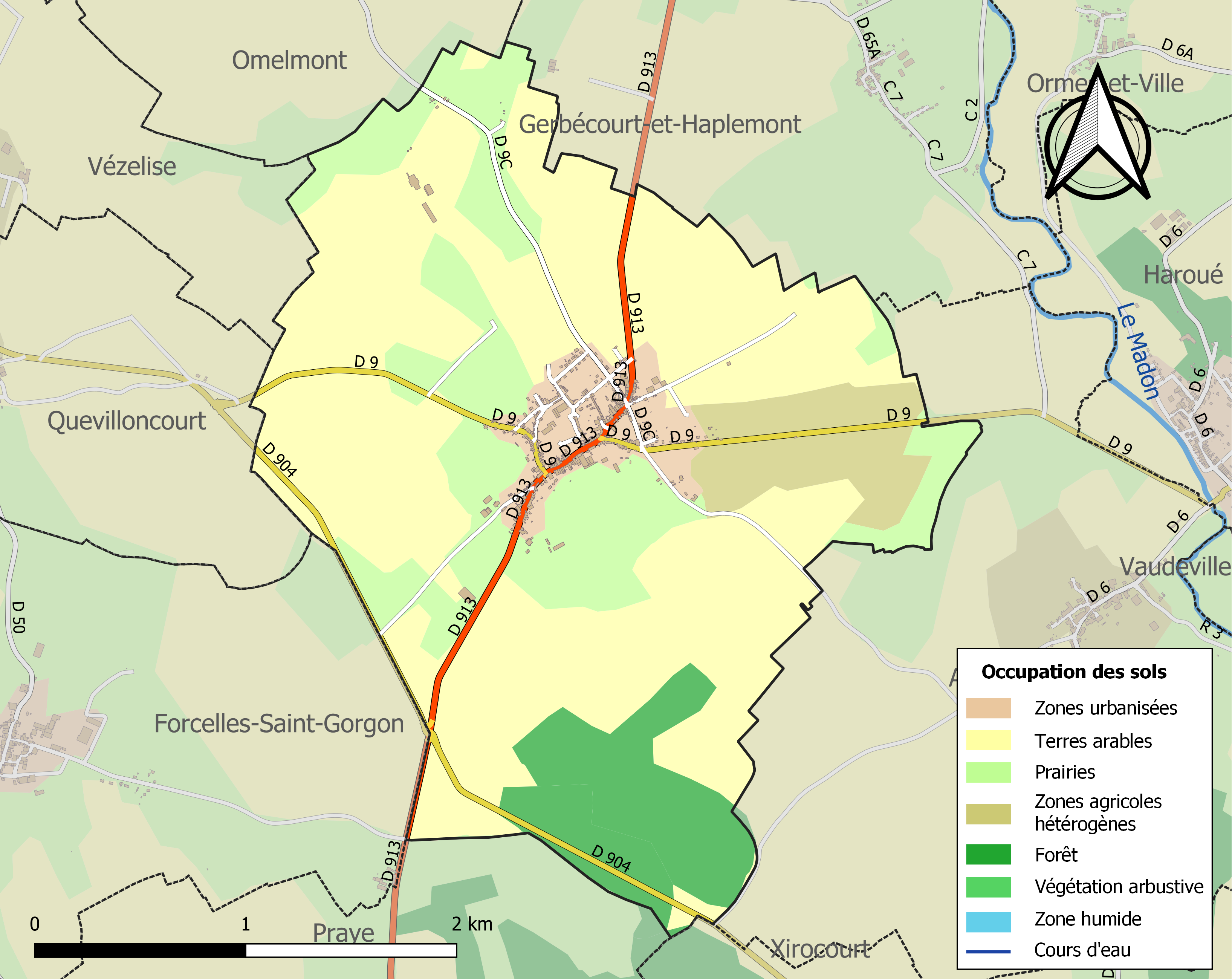
Carte des infrastructures et de l'occupation des sols de la commune en 2018 (CLC).

## Toponymie
Le nom de la localité est attesté sous les formes Teudonis villa (976) ; Tontonis villa (1033) ; Tantonis villa (1034) ; Alodium de Tantonvilla ; Totoni villa (1127-1168) ; Tantumville (1397).

## Histoire
- Présence gallo-romaine.
- Le 12 septembre 1870, lors de son évasion, le général Ducrot passe par le village[16].
- Pendant l'hiver 1944/45, la commune accueille plusieurs formations de chasseurs-bombardiers américains P47D Thunderbold (371st et 86th FG) sur un terrain provisoire sommairement aménagé de plaques PSP.

## Politique et administration

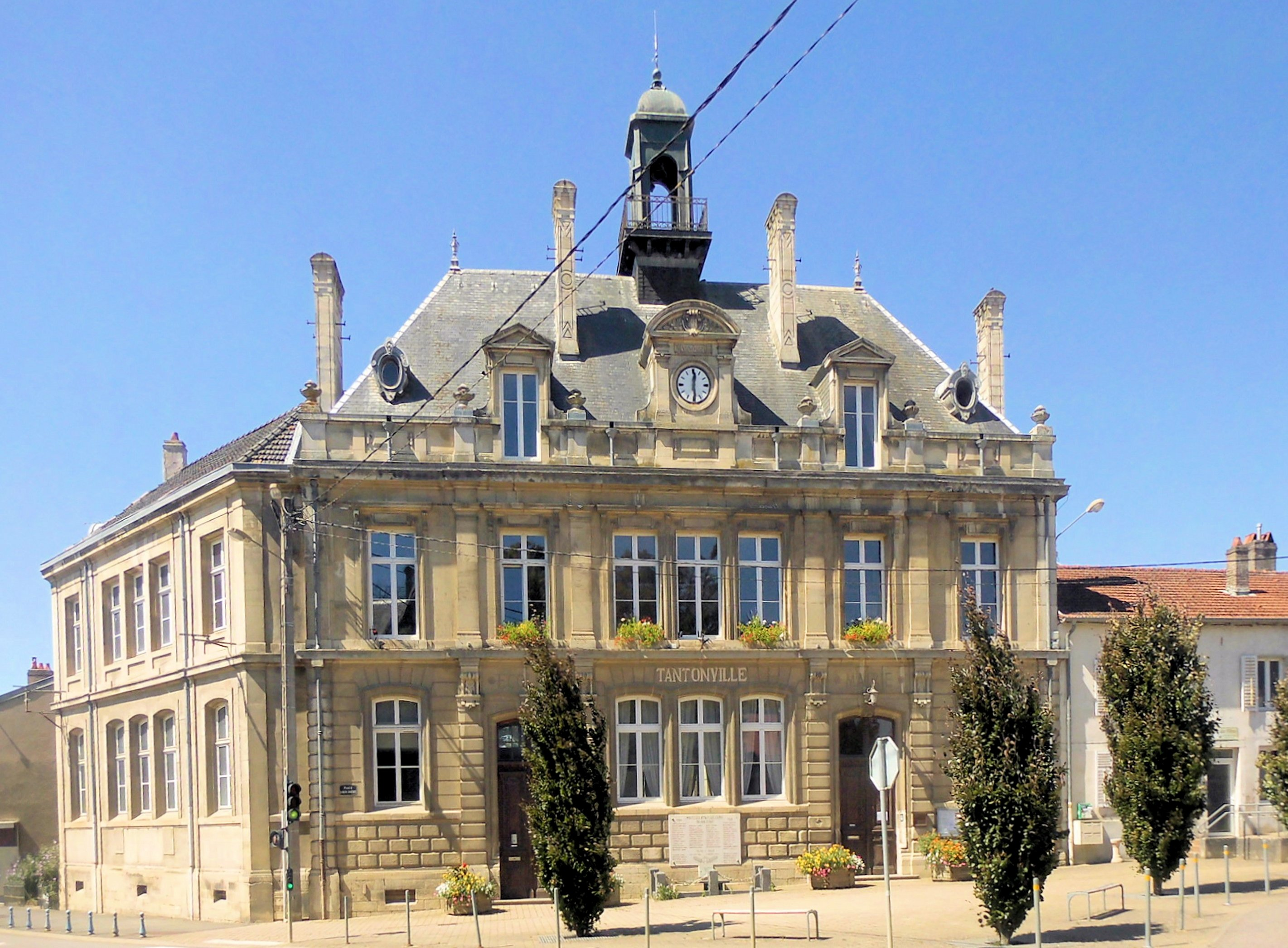
La mairie-école.

| Période                                  | Période                   | Identité                                       | Étiquette | Qualité      |
| ---------------------------------------- | ------------------------- | ---------------------------------------------- | --------- | ------------ |
| Les données manquantes sont à compléter. |                           |                                                |           |              |
| 1971                                     | 1977                      | André Collas (1922-2015)                       |           |              |
| mars 1989                                | juin 1995                 | Jean-Pierre Roty                               |           |              |
| juin 1995                                | mars 2008                 | Denis Masson                                   |           |              |
| mars 2008                                | août 2016                 | Serge Petitdant                                |           | Professeur   |
| 28 octobre 2016                          | En cours (au 28 mai 2020) | François Xemay, Réélu pour le mandat 2020-2026 |           | Ancien cadre |

## Population et société

### Démographie
L'évolution du nombre d'habitants est connue à travers les recensements de la population effectués dans la commune depuis 1793. Pour les communes de moins de 10 000 habitants, une enquête de recensement portant sur toute la population est réalisée tous les cinq ans, les populations de référence des années intermédiaires étant quant à elles estimées par interpolation ou extrapolation. Pour la commune, le premier recensement exhaustif entrant dans le cadre du nouveau dispositif a été réalisé en 2004.

En 2022, la commune comptait 655 habitants, en évolution de +2,5 % par rapport à 2016 (Meurthe-et-Moselle : −0,13 %, France hors Mayotte : +2,11 %).
| 1793 | 1800 | 1806 | 1821 | 1831 | 1836 | 1841 | 1846 | 1851 |
| ---- | ---- | ---- | ---- | ---- | ---- | ---- | ---- | ---- |
| 303  | 354  | 415  | 486  | 520  | 592  | 568  | 557  | 534  |

| 1856 | 1861 | 1872 | 1876 | 1881  | 1886  | 1891  | 1896  | 1901  |
| ---- | ---- | ---- | ---- | ----- | ----- | ----- | ----- | ----- |
| 533  | 550  | 712  | 960  | 1 127 | 1 241 | 1 337 | 1 135 | 1 064 |

| 1906  | 1911 | 1921 | 1926 | 1931 | 1936 | 1946 | 1954 | 1962 |
| ----- | ---- | ---- | ---- | ---- | ---- | ---- | ---- | ---- |
| 1 006 | 843  | 744  | 787  | 721  | 712  | 691  | 706  | 643  |

| 1968 | 1975 | 1982 | 1990 | 1999 | 2004 | 2006 | 2009 | 2014 |
| ---- | ---- | ---- | ---- | ---- | ---- | ---- | ---- | ---- |
| 567  | 582  | 623  | 651  | 600  | 629  | 623  | 653  | 641  |

| 2019 | 2022 | - | - | - | - | - | - | - |
| ---- | ---- | - | - | - | - | - | - | - |
| 646  | 655  | - | - | - | - | - | - | - |

## Économie
La brasserie Tourtel est fondée en 1839 à Tantonville, et constitue pendant un siècle l'activité principale du village. Elle est presque entièrement détruite pendant la Deuxième Guerre mondiale, et la marque est rachetée par la brasserie de Champigneulles.

## Culture locale et patrimoine

### Lieux et monuments

#### Édifices civils

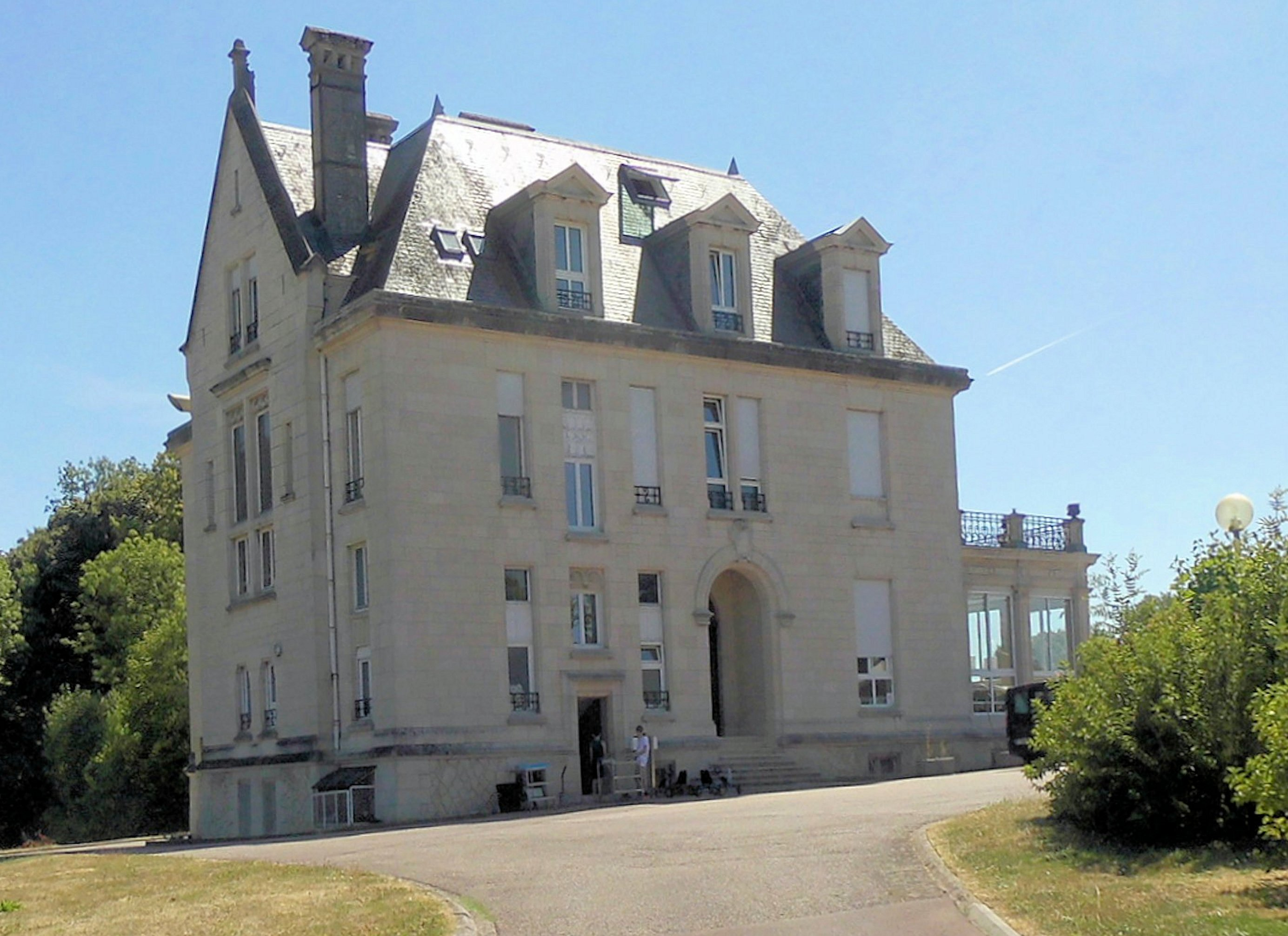
Le château des Tourtel.

- Il existe 5 châteaux à Tantonville :

- Deux châteaux privés : l'un est situé en haut de la rue Gambetta, côté droit en montant la rue. C'est une ancienne demeure appartenant en son temps à la famille Tourtel (Brasserie de Tantonville). Le deuxième est situé au carrefour de la rue Tourtel et de la route d'Haroué. Ces deux châteaux appartiennent toujours à des particuliers et sont privés.
- Deux autres châteaux appartiennent : l'un route d'Affracourt à EDF, ancienne propriété de la famille Tourtel (brasserie) ; le second, propriété de l'association « L'école de la Rose-Croix d'Or », est situé au milieu du village, rue Tourtel à gauche en allant vers Saxon-Sion.
- Un ancien château du Moyen Âge fut reconstruit au début du XVIIIe siècle : il fut transformé en 1867 à la demande de Jules et Prosper Tourtel, ses nouveaux propriétaires. Cette transformation se manifeste à l'extérieur par une toiture à la Mansart. C'est un bâtiment rectangulaire de deux niveaux et de sept travées, les trois travées centrales faisant un léger avant-corps. Toutes les ouvertures possèdent des linteaux en arcs de cercles. L'axe central est renforcé par l'entrée sur l'avant et par une tonnelle sur l'arrière.
- Au carrefour de la rue Tourtel et de la route d'Haroué existe un ancien et superbe kiosque à musique toujours bien fleuri qui apporte un cachet supplémentaire, voisinant avec l'hôtel de ville doté d'une très belle architecture.
- La nécropole mérovingienne Ve/VIe fouillée au XIXe.

#### Édifices religieux
- Église Saint-Rémy : tour romane remaniée, chapelle sud XIVe/XVe, nef XVIIIe.

### Personnalités liées à la commune
- Les frères Tourtel, fondateurs de la brasserie du même nom.
- Louis Pasteur fit des recherches sur la fermentation dans la brasserie Tourtel en 1873 et 1874.
- Didier comte d'Ourches achète le titre de marquis de Tantonville en 1763[23].

Jusqu'à cette date, l'état de la seigneurie de Pulligny avait en somme peu changé ; mais, de 1745 à 1775, des ventes et des transactions nombreuses bouleversèrent une grande partie des six lots primitifs et réduisirent à six le nombre des seigneurs : Maximilien, prince de Salm-Salm ; Gabriel-Florent de Ludres ; Didier, comte d'Ourches, marquis de Tantonville ; Charles-Christophe de Cossu ; Nicolas-Antoine et Dominique de Fériet, conseiller au bailliage de Vézelise. Didier marquis d'Ourches (famille d'Ourches), Tantonville et autres lieux, ancien maître de camp du colonel général de cavalerie.
- Victor Guillaume, artiste-peintre né à Tantonville en 1880.

### Héraldique
| Blason de Tantonville | Blason  | D'argent à six burelles de sable. |
| Blason de Tantonville | Détails | Ce sont les armes de la famille de Tantonville. Cette famille d'ancienne chevalerie s'éteignit au début du XVIIe siècle. La seigneurie passa alors dans la famille de Ligniville. Création Denis Joulain. Adopté le 19 juin 2017. |